# Doppelkolbenmotor

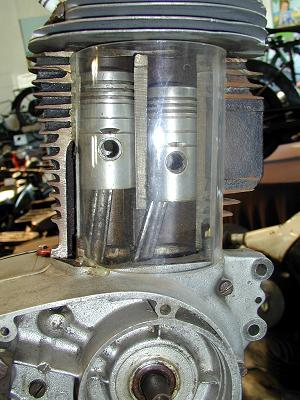
Puch Doppelkolbenmotor

Animation eines Doppelkolbenmotors nach Arnold Zoller

Der Doppelkolbenmotor ist eine Bauart des Zweitakt- Ottomotors mit Gleichstromspülung. Bei ihm teilen sich zwei neben- oder voreinander liegende Zylinder mit leicht versetzt oder gleichlaufenden Arbeitskolben einen gemeinsamen Brennraum. Doppelkolbenmotoren wurden von 1913 bis 1970 überwiegend in Motorrädern verwendet, aber auch in kleinen Flugzeugen.

## Technik und Anwendung
Beim Doppelkolbenmotor steuert ein Kolben den Auslassvorgang, der andere den Einlass am Überströmkanal. Das frische Gas strömt durch die Einlassschlitze im ersten Zylinder hoch, dann durch den Brennraum in den zweiten Zylinder hinunter in Richtung auf die Auslassschlitze.
Man unterscheidet beim Doppelkolbenmotor verschiedene Bauarten:
- Zwei Kurbelwellen mit Kolben und Zylindern stehen nebeneinander (Lucas, 1905)
- Die Zylinder stehen hintereinander in Reihe, die Kolben laufen parallel, die Kolbenaugen des Gabelpleuels stehen in einer Flucht, (Triumph)[5][6] oder das einzelne Pleuel trägt einen langen Kolbenbolzen mit beiden Kolben (Garelli)[7]
- Die Zylinder stehen (von der Schwungradseite aus gesehen) nebeneinander, das Pleuel ist gegabelt, ein „Gabelende“ hat ein Langloch für den Kolbenbolzen (Puch)[8][9] oder die „Zinken“ des Gabelpleueln sind elastisch (Trojan).[10] Die Kolben laufen leicht phasenverschoben, der Auslass schließt vor dem Einlass („unsymmetrisches Steuerdiagramm“). Der Kolbenbolzen im Langloch kann rechteckigen Querschnitt haben, weswegen manche Autoren von einem „Gleitstück“ sprechen. Kein gegabeltes Pleuel hat der Motor der Puch 350 GS. In diesem Motor hat jeder Kolben ein eigenes Pleuel; die Hubzapfen sind um etwa 20° Kurbelwinkel gegeneinander versetzt.[11]
- Haupt- und Nebenpleuel (Anlenkpleuel) nach dem Patent von Arnold Zoller.[12] Die Zylinder stehen nebeneinander, die Kolben laufen phasenverschoben.
- Die Konstruktion eines Doppelkolbenmotors mit 10°-V-Stellung der beiden Zylinder hat der Berliner Paul Schauer 1932 vorgestellt; die Zylinderachsen schneiden sich weit unterhalb der Kurbelwelle wie bei den modernen sogenannten VR-Motoren; der Durchmesser des Einlasskolbens ist wesentlich größer als der des Auslasskolbens.[13][14]

Bei Gleichstromspülung ist der Frischgasverlust geringer (höherer „Fanggrad“) als bei der Querstrom- und der Umkehrspülung. Bei unsymmetrischen Steuerdiagramm kann der Motor aufgeladen werden. Der den Auslass steuernde Kolben und der Teil der Zylinderwand zwischen den beiden Zylindern sind schwer zu kühlen.
Trotz der zwei Zylinder und Kolben wird der Doppelkolbenmotor, im Einklang mit DIN 1940, zu den Einzylindermotoren gezählt. Das zu den Kolben hin gegabelte Pleuel ist nicht mit dem Gabelpleuel in V-Motoren mit nicht versetzten Zylindern zu verwechseln, das an der Kurbelwelle gegabelt ist.

## Kraftfahrzeuge mit Doppelkolbenmotoren

### Motorräder
- Alberto Garelli (1913–1926)
- Puch; von Giovanni Marcellino entwickelt, die Kolben laufen phasenverschoben (1923–1970)
- Baier; System Zoller (1927–1929)
- DKW (mit Kolbenladepumpe); System Zoller (1933–)
- Triumph; die Kolben laufen nebeneinander (1939/1946–1957)
- Manet; System Zoller (1947–1951)[15][16]

### Pkw
- Valveless
- Trojan Limited (1920er Jahre)
- Zoller (1934)[17]
- Wendax WS 750 (Motor der ILO-Motorenwerke)
- Staunau K 750 (Motor der ILO-Motorenwerke)
- Iso Isetta (1953–56)

### LKW
- Framo Motor U 500,[18] geht zurück auf Konstrukteur Petersen von DKW. Verwendet 1943–1951 im Typ Framo V 501.

## Galerie

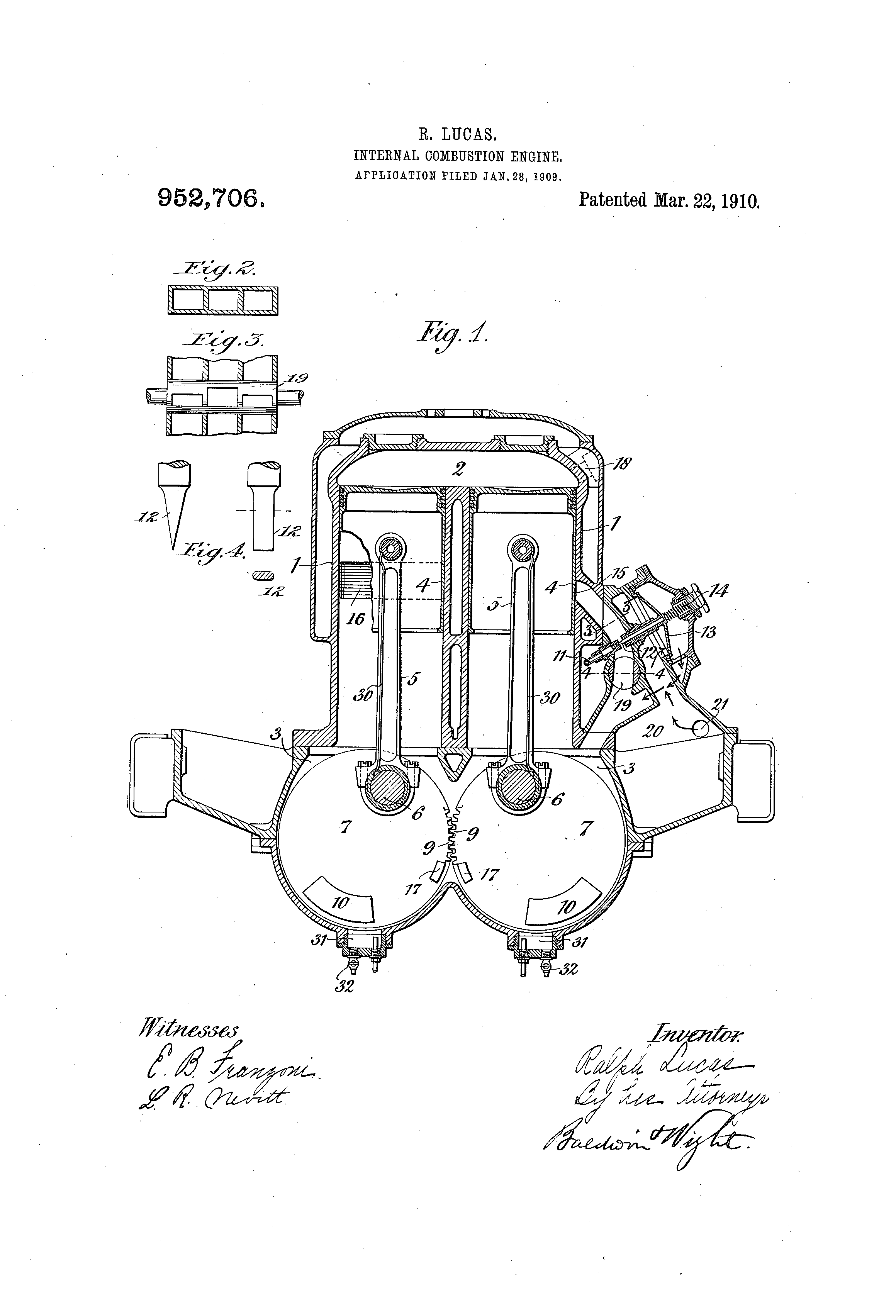
Valveless US-Patent US952706A (1909)
Animation eines Doppelkolbenmotors nach Ralph Lucas
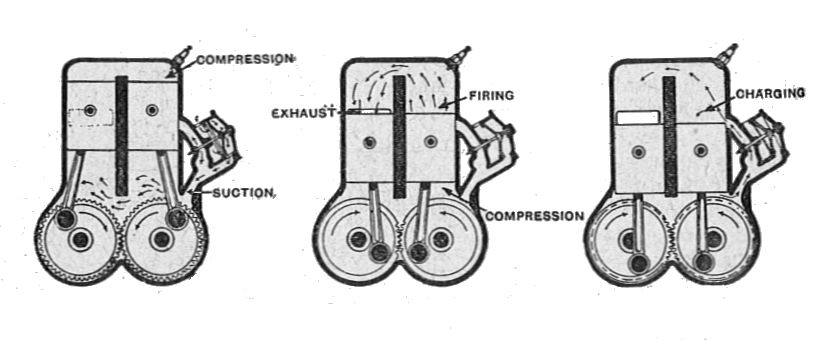
Funktionsprinzip des Doppelkolbenmotors (circa 1919)
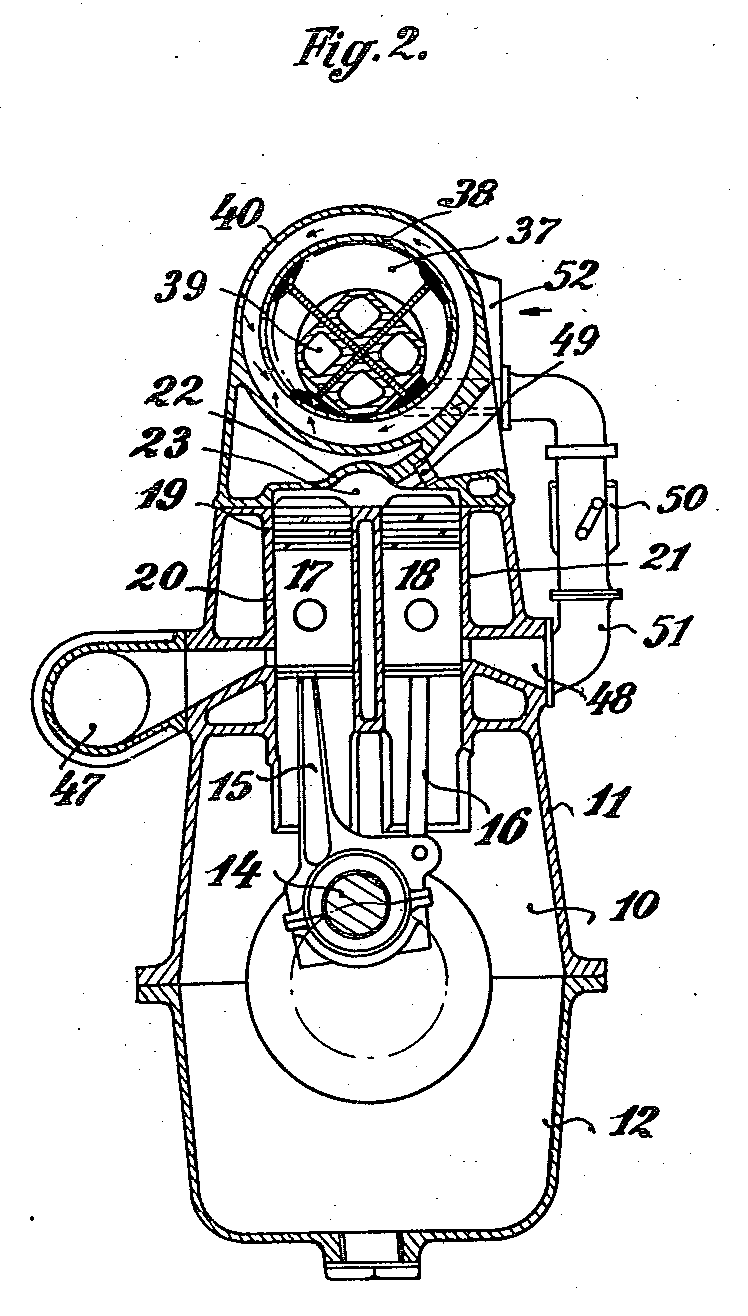
Doppelkolbenmotor - Patentzeichnung von Arnold Zoller (1931)